# 印東玄弥
印東 玄弥（いんどう はるや、1971年8月22日 - ）は、日本のバレーボール指導者である。

## 来歴
北海道出身。恵庭南高校から日本体育大学に進学し、バレーボール指導者を目指した。1980年代に世界を席巻した中国代表の強さを研究するため、1993年に北京体育大学に留学した。
大学卒業後の1995年5月にダイエーオレンジアタッカーズのコーチに就任し、名将アリー・セリンジャーの元で学んだ。第4回Vリーグにおいてダイエーオレンジアタッカーズ3年ぶり2回目の優勝に貢献する。
1998年に日立佐和へ移籍後、同チームはVリーグ昇格、第53回国民体育大会（かながわ・ゆめ国体）で準優勝、
V・サマーリーグ初優勝などの強化に貢献する。
1999年には、アメリカ合衆国United States Professional Volleyball League立ち上げにコーチとして参画した。
同チームの初代監督はアリー・セリンジャーが務めた。2代目には現トルコ女子ナショナルチーム監督のジョバンニ・グイデッティ。
2000年にパイオニアレッドウィングスはセリンジャーの監督招聘を決定したが、セリンジャーは受諾条件として印東のコーチ就任を要請した。第56回国民体育大会（新世紀・みやぎ国体）では監督を務め、成年女子においてパイオニアレッドウィングスの若手選手で構成する山形県代表を率いて初優勝に導く。翌年の第57回国民体育大会（高知よさこい国体）でも第3位、
2003年の第58回国民体育大会（NEW!わかふじ国体）でも準優勝という成績を残した。同チームではアリー・セリンジャーとのタッグで、天皇杯・皇后杯第52回黒鷲旗全日本バレーボール選手権大会ではグループ戦から準々決勝、準決勝、決勝まで失セット0の全てストレート勝ちの完全優勝を達成。
2004年、第10回Vリーグで創部25年目にしての初優勝、以後パイオニアレッドウィングスは、3年連続レギュラーシーズン1位通過、優勝2回、準優勝1回という強豪となり、黄金時代を築いた。
2006年にノルウェーバレーボール協会の招きに応じて、Topp Volley Norge（バレーボールアカデミー）のコーチに就任し、アンダーエイジチームを女子2年間、男子6年間指導した。2009年には男子ジュニアナショナルチームの監督として北ヨーロッパ選手権において金メダルを獲得。2010年に銀メダル、2012-2013年には金メダルと連覇を果たす。2011年には、第26回ユニバーシアード競技大会でノルウェー代表を率いて、開催国中国、カール・マクガウン率いるスイス代表、ゴードン・メイフォース率いるアメリカ代表と死闘を演じる。ロンドン・オリンピックに向けて強化を進めるバレーボールイギリス男子代表は、セリンジャーがオランダ男子代表を率いた当時のアシスタントコーチハリー・ブロッキングを監督に招へいし、ノルウェー代表監督を務める印東も強化に協力した。印東がアンダーエイジ層の選手発掘から育成に尽力し、2013年には、同国全カテゴリー代表で初めてヨーロッパ選手権セカンドラウンドで勝利を挙げた。また、ノルウェーのビーチバレーボール強化に貢献し、育成選手がヨーロッパ選手権金メダル、世界選手権においてもメダルを獲得する。
印東は8年をかけてノルウェーのバレーボールから世界レベルの選手の育成に貢献してきたが、堺ブレイザーズの田中幹保の要請に応じ、2014年6月に帰国して堺ブレイザーズの監督に就任したというニュースは、国際バレーボール連盟、ヨーロッパバレーボール連盟でも取り上げられるなど、海外でも高く評価されている。
堺ブレイザーズでは、平成27年度近畿総合6人制バレーボール大会で優勝を果たす。皇后杯で第3位、黒鷲旗全日本男女選抜バレーボール大会第3位、V・プレミアリーグで4位と国内3大大会で全てベスト4に入る。
2016年6月、女子プレミアリーグのトヨタ車体クインシーズは、印東を総合コーチに招聘した。トヨタ車体クインシーズは、印東総合コーチ入団後の皇后杯優勝を飾り、Vプレミアリーグで同チーム初の第3位の過去最高成績を収めた。
2021年東京オリンピックにおいて、ノルウェーのバレーボールアカデミーTopp Volley Norgeで発掘し、育成、指導をしたChristian Sandlie SørumとAnders Molが、男子ビーチバレーボール競技で金メダルを獲得した。
2022年、2021-22シーズンをもって、3シーズンコーチ、3シーズン監督を務めたトヨタ車体を退団した。
2023年、ヨーロッパ、アメリカ、日本だけでは無く、中国バレーボール、データバレーに精通している上に、インドア、ビーチバレーボールの、どちらも高いレベルの指導実績を買われ、中国バレーボールスーパーリーグの江蘇中天鋼鉄排球倶楽部のコーチに就任。
2023‐24中国バレーボールスーパーリーグは、前年度の第6位から、第3位へと躍進させた。
2024年4月、中華人民共和国全国バレーボール選手権において優勝した。中国の公式試合において外国籍指導者が銅メダル、金メダルを獲得したのは史上初である。
2025年３月４日　中国バレーボールスーパーリーグで優勝。中国バレーボールリーグの歴史上初めての日本国籍指導者であり、外国籍選手登録が無く、中国人選手のみでのプロリーグ制覇は快挙である。全国選手権に続いての二冠達成。
江蘇中天鋼鉄排球倶楽部にデータバレーを導入し、技術指導に加え戦術的な改革に貢献した。

## 指導者歴
- ダイエー・オレンジアタッカーズ（1995-1998年）
- 日立佐和リヴァーレ（1998-1999年）
- アメリカ合衆国プロバレーボールチーム（1999-2000年）
- パイオニアレッドウィングス（2000-2005年）
- ノルウェーバレーボール協会（2006-2014年）
- 堺ブレイザーズ（2014-2016年）
- トヨタ車体クインシーズ（2016-2022年）
- Jiangsu Zenith Steel Women's Volleyball Club（2023年-）